# Francisco Macías Nguema
Francisco Macías Nguema, född 1 januari 1924, död 29 september 1979, var Ekvatorialguineas första president och styrde landet från 1968 till dess att han störtades 1979.

## Biografi
Nguema kom till makten genom val när Ekvatorialguinea blev självständigt från Spanien den 12 oktober 1968. Han blev snabbt känd för sina brutala metoder och sin personkult där han utnämnde sig själv som det "unika miraklet". 1972 utropade han sig till president på livstid.
Nguema ändrade sitt namn till Masie Nguema Biyogo Ñegue Ndong 1976 och genomförde en kampanj att alla medborgare skulle afrikanisera sina namn och alla forna spanska namn på platser i landet skulle ändras. Han beslöt även att alla privatpersoners båtar skulle förstöras eller säljas då folk började fly landet med dem. Detta skapade problem då att åka båt var det främsta sättet att förflytta sig i landet eftersom huvudstaden Malabo ligger på en ö utan förbindelser till fastlandet förutom flyg. I och med detta förbjöds även fisket.[källa behövs]
Den 3 augusti 1979 störtades Nguema genom en kupp av sin släkting Teodoro Obiang Nguema Mbasogo och avrättades sedan den 29 september samma år. Nguema lämnade efter sig ett land där befolkningen minskat drastiskt, många både inhemska medborgare och invandrare hade flytt och många dött i terrorn under hans styre. Även statsskulden var stor och kakaoindustrin, en viktig marknad, var förstörd.

### Fotnoter
1. ↑  ”The Pariah President: Teodoro Obiang is a brutal dictator responsible for thousands of deaths. So why is he treated like an elder statesman on the world stage?” (på engelska). The Ottawa Citizen. Arkiverad från originalet den 12 juni 2008. https://web.archive.org/web/20080612161320/http://www.dangardner.ca/Featnov605.html. Läst 22 maj 2010.
2. ↑  ”Equatorial Guinea issues pardon and will release coup-plotter Simon Mann, South African mercenaries” (på engelska). NYDailyNews. Arkiverad från originalet den 5 november 2009. https://web.archive.org/web/20091105090735/http://www.nydailynews.com/news/world/2009/11/03/2009-11-03_equatorial_guinea_issues_pardon_and_will_release_coupplotter_simon_mann_south_af.html. Läst 22 maj 2010.
3. ↑  ”Despot's Fall” (på engelska). Time. Arkiverad från originalet den 10 december 2010. https://web.archive.org/web/20101210034719/http://www.time.com/time/magazine/article/0,9171,947351,00.html?promoid=googlep. Läst 22 maj 2010.